# Ƙ
Ƙ (kleingeschrieben ƙ) ist ein Buchstabe des lateinischen Schriftsystems, der in afrikanischen Erweiterungen des lateinischen Alphabets vorkommt. Er besteht aus einem K mit Haken. Während bei dem Kleinbuchstaben der Haken immer am langen linken Strich angebracht ist, kann der Haken beim Großbuchstaben Ƙ je nach Schriftart auch von der oberen rechten Spitze ausgehen.
Der Buchstabe ist im Afrika-Alphabet und im pannigerianischen Alphabet enthalten, wird aber nur in Hausa für ein ejektives K (IPA: kʼ) verwendet. Der Buchstabe stellte früher im internationalen phonetischen Alphabet den stimmlosen velaren Implosiv dar, der Buchstabe wurde aber 1993 abgeschafft.

## Darstellung auf dem Computer
Mit LaTeX kann das Ƙ mit Hilfe der fc-Schriften dargestellt werden. Die zugehörigen Befehle sind \m K für das große und \m k für das kleine Ƙ.
Unicode enthält das Ƙ an den Codepunkten U+0198 (Großbuchstabe) und U+0199 (Kleinbuchstabe).